# 四箇村 (香川県)
四箇村（しかむら）は、香川県仲多度郡にあった村。
村役場はその後、四箇地区公民館になっている。

## 歴史
- 1890年2月15日 - 町村制施行に伴い、多度郡山階村（やましなむら）、庄村（しょうむら）、三井村（みいむら）、青木村（あおきむら）が合併し、四箇村が発足。
- 1899年4月1日 - 多度郡が那珂郡と合併し、仲多度郡となる。
- 1954年5月3日 - 多度津町、白方村と新設合併し、改めて多度津町が発足。同日付で四箇村が廃止。